# Сергеев, Анатолий Андреевич
Анатолий Андреевич Сергеев (23 марта 1915 — 6 февраля 1945) — командир батальона 77-го гвардейского стрелкового полка 26-й гвардейской стрелковой дивизии (11-я гвардейская армия, 3-й Белорусский фронт), гвардии майор. Герой Советского Союза.

## Биография
Родился 23 марта 1915 года в Астрахани.
В Красной Армии — с 1939 года. Участник Великой Отечественной войны с июня 1941 года. Принимал участие в обороне Москвы, сражался на Курской дуге, освобождал Белоруссию, Литву.
Указом Президиума Верховного Совета СССР от 24 марта 1945 года присвоено звание Героя Советского Союза посмертно.

## Память
- С 11 августа 1964 года Исполком Астраханского городского совета депутатов трудящихся решил переименовать улицу Народно-Бульварную в улицу Анатолия Сергеева в Астрахани.
- На фасаде дома 11 по улице Анатолия Сергеева установлена мемориальная доска с надписью «Улица Анатолия Сергеева названа в 1964 году в память Героя Советского Союза, гвардии майора, астраханца Сергеева Анатолия Андреевича (1915—1945 гг.).»